# Chi Cóc
Chi Cóc (Bufo) là một chi lưỡng cư lớn gồm khoảng 150 loài trong họ Cóc (Bufonidae).

## Mô tả
Các loài chi Bufo có chung dáng vẻ bè bè và chân ngắn, làm chúng nhảy không giỏi lắm. Da khô của chúng dày, lắm mụt mấu.
Phía sau mắt, các loài Bufo có một cặp tuyến, đó là tuyến parotoid. Tuyến này giúp phân biệt cóc "thực sự" với lưỡng cư không đuôi khác. Chúng tiết ra một chất độc trắng, mỡ màng giúp chống trả thú ăn thịt. Thường thường, việc cầm một con cóc không nguy hiểm, và, trái với quan niệm dân gian, không gây nổi mụt cóc. Chất độc mà hầu hết loài Bufo có là bufotoxin.
Cóc còn phồng người khi bị đe dọa. Con đực thường nhỏ hơn con cái, và có cơ quan Bidder, một buồng trứng ngừng phát triển. Con đực trưởng thành ở nhiều loài có họng sậm màu.

## Loài
- Bufo ailaoanus Kou, 1984
- Bufo aspinius (Rao & Yang, 1994)
- Bufo bankorensis Barbour, 1908
- Bufo bufo (Linnaeus, 1758)
- Bufo cryptotympanicus Liu & Hu, 1962
- Bufo eichwaldi Litvinchuk, Borkin, Skorinov, & Rosanov, 2008
- Bufo gargarizans Cantor, 1842
- Bufo japonicus Temminck & Schlegel, 1838
- Bufo luchunnicus (Yang & Rao, 2008)
- Bufo menglianus (Yang, 2008)
- Bufo pageoti  Bouret, 1937
- Bufo spinosus Zarevskij, 1926
- Bufo stejnegeri Schmidt, 1931
- Bufo torrenticola Matsui, 1976
- Bufo tuberculatus Zarevskij, 1926
- Bufo tuberospinius (Yang, Liu, & Rao, 1996)
- Bufo verrucosissimus (Pallas, 1814)